# Dizerina
Dizerina es un género de foraminífero bentónico de la subfamilia Lepidorbitoidinae, de la familia Lepidorbitoididae, de la superfamilia Orbitoidoidea, del suborden Rotaliina y del orden Rotaliida. Su especie tipo es Dizerina anatolica. Su rango cronoestratigráfico abarca el Maastrichtiense (Cretácico superior).

## Clasificación
Dizerina incluye a la siguiente especie:
- Dizerina anatolica †